# Serghei Aksakov
Serghei Timofeevici Aksakov (n. 20 septembrie 1791 - d. 30 aprilie 1859) a fost prozator rus, exponent al școlii naturale.

## Biografie
Se născu într-o familie aristocrată. Își petrecea copilăria în cadrul proprietății familiale, situată în vecinătatea orașului Ufa.
Efectuă studiile superioare la Universitatea de la Kazan.
După încheierea războiului din 1812 împotriva Franței condusă de Napoleon, unde se remarcă în luptă, se retrase la Nadejdino, aproape de Orenburg.
Două decenii mai târziu, se mută la Moscova, unde îl cunoscu pe Nikolai Vasilievici Gogol.
Se căsători cu Olga Semionovnma Saplatina și avură împreună patru fii și cinci fiice.
Trei dintre aceștia (Konstantin, Ivan și Vera) au devenit scriitori, reprezentanți ai mișcării slavofile.

## Opera
- 1847: Memoriile unui pescar ("Zapiski ob ujenii rîbî")
- 1855: Povestirile și amintirile unui vânător despre diferite isprăvi ("Rasskazî i vospominaniia ohotnika o raznîh ohotah")
- 1856: Cronică de familie ("Semeinaia kronika")
- 1858: Amintiri despre literatură și teatru ("Vospominaniia o literature i o teatre")
- 1890: Relatare despre cunoștința mea cu Gogol ("Istoriia moego znakomstva s Gogolem")